# 青山公園

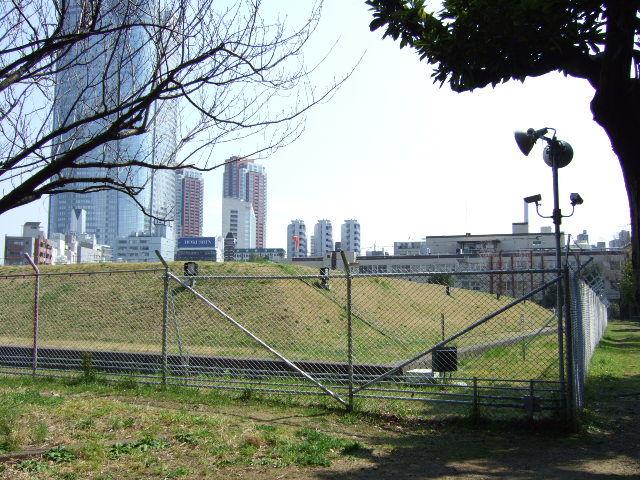
南地區

青山公園（日语：あおやまこうえん）是東京都港區的都立公園（綜合公園）。
公園分為「南地區」（六本木7丁目）與「北地區」（南青山2丁目），彼此相距500公尺。北地區常與港區管理的「青山公園」混淆。

## 南地區
原為陸軍兵舍的射撃場跡地。道路旁的西側為球場（但禁止高中生以上揮擊棒球）。東側大部分為直升機場，沒有遊樂器材與設備。園內東北方高台有展望台與「麻布台懷古碑」。

### 沿革

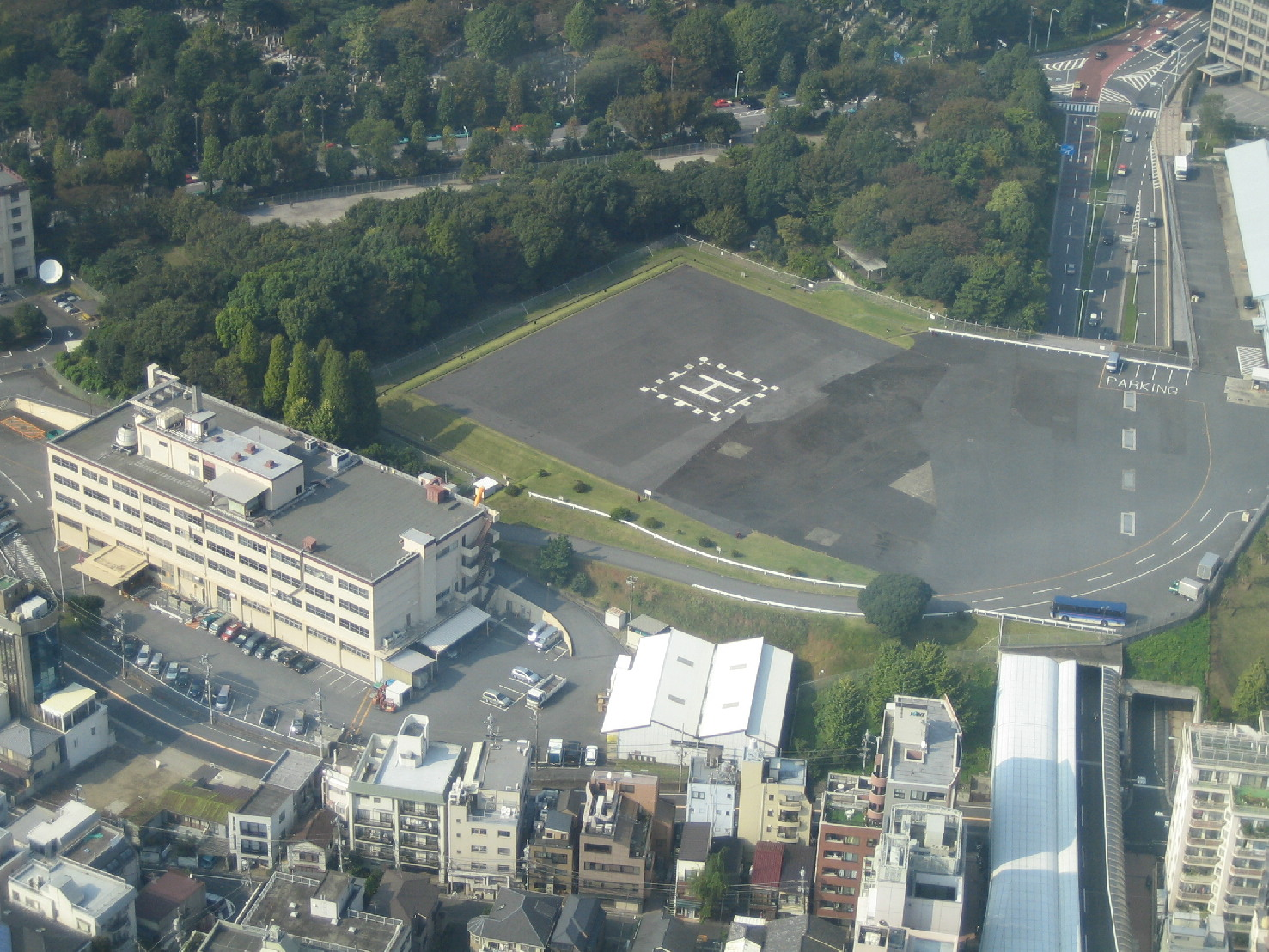
駐日美軍赤坂新聞中心（Akasaka Press Center）的直升機場

1958年（昭和33年），駐日美軍歸還的舊日本陸軍步兵第3連隊兵舍用地西側開始改建為東京都公園，1970年（昭和45年）開園。園內的「麻布台懷古碑」是過去駐留的步兵第3連隊與近衛步兵第5連隊在1987年（昭和62年）8月13日建立。此外，現在舊兵舍用地東側為國立新美術館與政策研究大學院大學，部分舊兵舍保留為「國立新美術館別館」。
1984年（昭和59年）起，南地區一部分改建為駐日美軍赤坂新聞中心的直升機場。因環狀三號線六本木隧道工程，美軍暫時借用青山公園4,300平方公尺作為直升機場，1993年（平成5年）工程結束後，美軍以周圍建築高層化造成起降危險而繼續占用。2007年（平成19年）1月12日，東京都提出緊急災害時雙方可共同使用直升機場作為替代方案。4月23日，日美聯合委員會達成協議。港區與市民團體至今仍繼續要求美軍歸還非法占領用地。
- 1889年（明治22年）1月 陸軍步兵第3連隊開始在麻布台駐紮
- 1936年（昭和11年）2月26日 爆發二二六事件，步兵第3連隊超過900名的下士官兵參加叛亂部隊
- 1936年（昭和11年）5月 步兵第3連隊主力派遣至中國東北
- 1939年（昭和14年）8月 近衛步兵第5連隊編成
- 1943年（昭和18年）5月 近衛步兵第7連隊編成
- 1945年（昭和20年）8月 駐日美軍接收
- 1958年（昭和33年）12月 接收解除（美軍軍報《星條旗》新聞社周邊除外）
- 1970年（昭和45年）6月 都立青山公園開園

### 設備
- 運動場
- 遊具廣場
- 石碑（麻布台懷古碑）
- 盥洗室

### 所在地
- 東京都港區六本木7丁目

## 北地區
原為遣返者住宅，別名「東京都南青山一丁目廣場」。周邊是東京都住宅供給公社委託管理的都營住宅地，因此公園園地形狀複雜。遊具設置在鄰接的港區立青葉公園。

### 設備
- 兒童廣場

### 所在地
- 東京都港區南青山1丁目

## 周邊設施
- 國立新美術館
- 青山靈園

## 備註
1. ↑  青山公園 的存檔，存档日期2011-10-11.　港區網站　面積：9,752.74平方公尺
2. ↑  赤坂プレスセンター臨時へリポート問題の解決について 的存檔，存档日期2012-08-07. 東京都知事本局，2007年1月12日。
3. ↑  赤坂プレスセンターヘリポートの緊急時使用に係る協定締結等について 的存檔，存档日期2012-08-07. 東京都知事本局，2007年4月23日。
4. ↑  .   [2013-07-19]. （原始内容存档于2021-03-17）.